# Véhicule blindé de combat d'infanterie

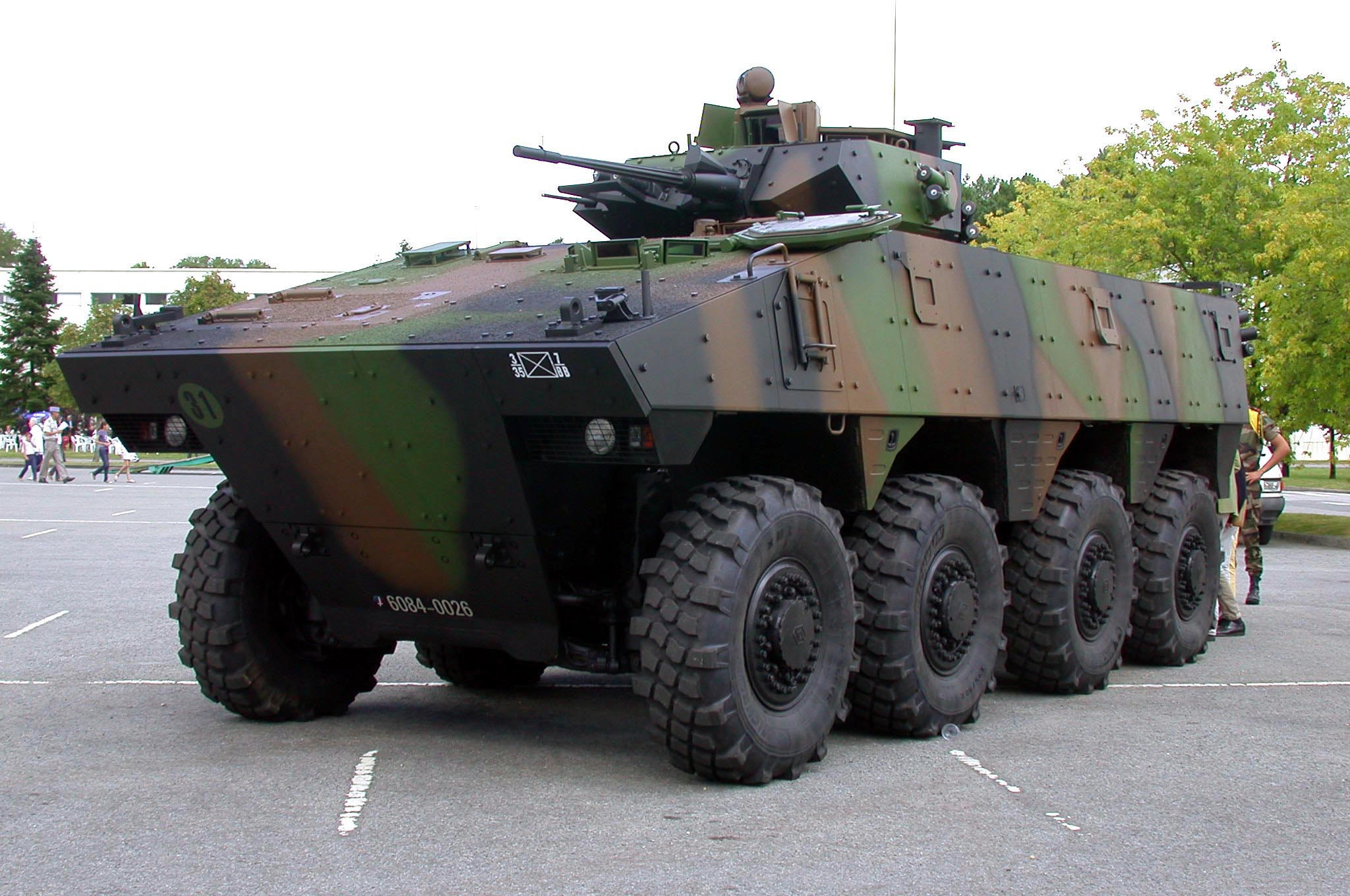
un VBCI versione VCI nel 2009

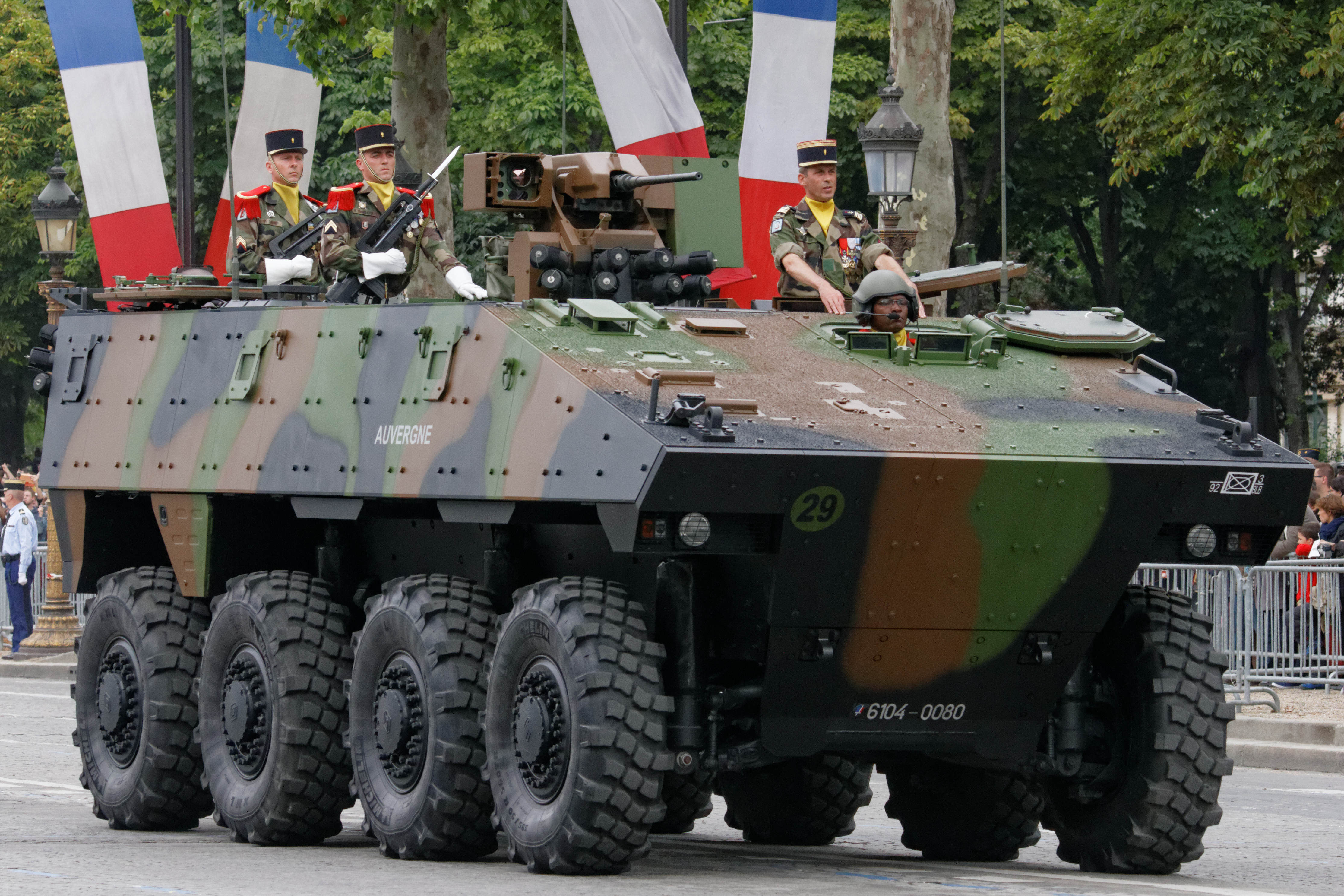
un VBCI versione VPC nel 2014

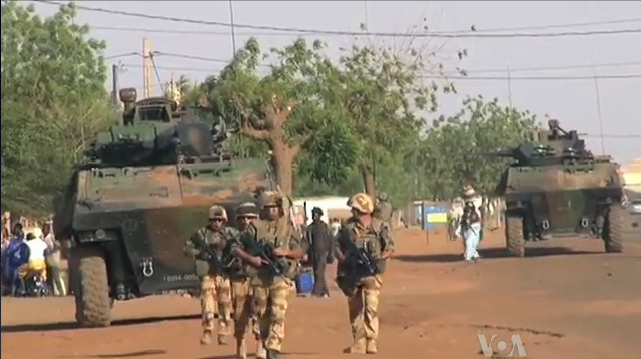
dei soldati francesi e dei VBCI a Gao (Mali) nel 2013

Il véhicule blindé de combat d'infanterie (dal francese: veicolo blindato da combattimento di fanteria) è un veicolo blindato da combattimento francese con otto ruote all-terrain progettato e prodotto in Francia da Nexter System e Arquus (quest'ultima è la responsabile di tutta la parte mobilità del veicolo.
Progettato per sostituire l'AMX-10P, ha prestazioni di gran lunga superiori, 11 soldati possono trovare posto a bordo del veicolo che è dotato di tutti i mezzi di comunicazione. La catena di montaggio dei veicolo si trova sul sito di Roanne di Nexter System. L'integrazione dei prototipi e i loro test sono stati realizzati sui siti di Satory (situato sull'altopiano omonimo vicino Versailles) e a Roanne.

## Storia

### Sviluppo
All'inizio degli anni '90, il governo francese lancia il programma VBM (Véhicule blindé modulaire) per sostituire i veicoli da trasporto truppe dell'esercito francese. In seguito, la Germania e il Regno Unito si uniscono al progetto. Tuttavia, nel 1999, il programma non avanza e la Francia decide di continuare autonomamente il proprio.
Il 6 novembre 2000, il governo francese ordina 700 veicoli e il programma continua. Questa cifra passa a 630 esemplari nel progetto di legge di programmazione militare 2014-2019.
Nel 2003-2004, il programma raggiunge alcune trappe importanti: i test di mobilità/agilità, i test della blindatura e i test dei sistemi elettronici sono tutti superati. Dal 2004 al 2005, i cinque primi prototipi (4 VCI e 1 VPC) sono stati testati in condizioni reali e questi test hanno mostrato alcune incompatibilità cruciali nell'integrazione della torretta Tarask in rapporto alle pratiche dell'Armée de terre. Questa è stata profondamente riprogettata. I due anni di ritardo nel programma sono dovuti a questo errore di progettazione.
Nel 2014 è stato realizzato un nuovo telaio, questo riprende la forma generale del mezzo ma il posto di pilotaggio è arretrato la dove si situava il posto del comandante del mezzo. Questo nuovo veicolo, equipaggiato di una nuova motorizzazione, sempre di origine Volvo, è chiamato VBCI 2. Questo mezzo partecipa alla gara per la fornitura di diverse centinaia di VCI per il Qatar equipaggiato con la nuova torretta T40M.

### Impiego operativo
Il VBCI è stato utilizzato dall'Armée de terre in diversi teatri ed operazioni militari:
- Afghanistan (2010-2012)[6]
- Libano (dal 2011)[6]
- Mali (dal 2013)[6]
- Repubblica Centrafricana (dal 2014)[6]

Il VBCI è stato utilizzato in guerra per la prima volta nel maggio/giugno in Afghanistan, per la protezione dei convogli e l'appoggio dei fanti delle forze francesi in Afghanistan.
Un totale di 10 VBCI, che potevano colpire un bersaglio con il loro cannone da 25 mm a 2.700 metri, sono stati operativi sul teatro fino al ritiro delle forze francesi a fine 2012. Durante l'estate 2011, i VCBI, a Kapisa, sono stati oggetto di tiri di una quindicina di razzi RPG-7, uno di questi è rimbalzato sul blindatura (slat armor) senza esplodere, gli altri non hanno colpito i mezzi. Essi hanno anche subito due attacchi con degli ordigni esplosivi improvvisati, uno di essi è esploso prima del passaggio del veicolo e l'altro ha lacerato due pneumatici anteriori di destra (il VBCI ha 8 ruote motrici) e ha creato uno spostamento d'aria all'interno del veicolo che ha comunque continuato ad avanzare fino alla base operativa avanzata per poi ripartire in missione 2 ore dopo.
Nel gennaio 2013, dei VBCI del 92e régiment d'infanterie de Clermont-Ferrand sono dispiegati dall'Armée française nel Mali nel quadro della Risoluzione 2085 del Consiglio di sicurezza delle Nazioni Unite a proposito del conflitto nel Mali. Quindi, 34 VBCI sono dispiegati in questo conflitto. Questi hanno tirato, nel settembre 2013, 1.250 proiettili da 25 mm.

## Versioni
EMAT
- VCI véhicule de combat d'infanterie ( veicolo da combattimento della fanteria )

gruppo di combattimento di otto uomini (+ 3 uomini d'equipaggio), torretta Tarask equipaggiata con un cannone 25 M 811 calibro 25 mm × 137 (STANAG 4173), una mitragliatrice calibro 7,62 mm e di 10 lanciagranate Galix.
- VPC véhicule poste de commandement ( veicolo posto di comando )

due stazioni SIR, sette utilizzatori (+equipaggio), torretta difensiva armata di mitragliatrice da 12,7 mm e di 8 lanciagranate Galix.
- ERYX

equipaggiato con 12 missili anticarro Eryx.
- Porte-mortier (Porta-mortaio)

equipaggiato con un mortaio.
Altre
- VC véhicule de cavalerie ( veicolo di cavalleria )

equipaggiato con un cannone da 90 mm o 105 mm.
- VTT véhicule de transport de troupe ( veicolo di trasporto truppa )
- Ambulance
- Dépannage
- VCI 40mm

equipaggiato con la torretta T40 dotata sistema d'armamento telescopico 40 CTAS (Cased Telescoped Armament System) col cannone 40 CTC (Cased Telescoped Cannon) da 40 mm.

## Utilizzatori
Armée de terre
630 veicoli – 520 VCI e 110 VPC – ordinati nel 2000 e finiti di consegnare a marzo 2015.
- 7e brigade blindée de Besançon

35e régiment d'infanterie (35e RI) Belfort
152e régiment d'infanterie (152e RI) Colmar
1er régiment de tirailleurs (1er RTIR) Épinal
- 9e brigade d'infanterie de marine de Poitiers

2e régiment d'infanterie de marine (2e RIMa) Champagné
- 2e brigade blindée d'Illkirch-Graffenstaden

Régiment de marche du Tchad (RMT) Meyenheim
16e bataillon de chasseurs à pied (16e BC) Bitche
92e régiment d'infanterie (92e RI) Clermont-Ferrand
- 6e brigade légère blindée de Nîmes

2e régiment étranger d'infanterie (2e REI) Nîmes